# Рыболовлева, Нина Васильевна
Нина Васильевна Рыболовлева (род. 16 февраля 1948, с. Орловка, Бородулихинского района, Восточно-Казахстанская область) — казахстанский государственный деятель, аким города Семей.

## Биография
Окончила Семипалатинское педучилище в 1966 году, а в 1972 году закончила Семипалатинский педагогический институт им. Н. К. Крупской.
Трудовой путь начался с работы учителя истории и географии в средней школе.
С августа 1969 года по январь 1970 года работала воспитателем детского сада «Счастливое детство».
в 1970—1971 годы — заведующая сектором учета членов ВЛКСМ комитета комсомола мясокомбината. Декабрь 1971 — май 1973 года — секретарь комитета комсомола мясоконсервного комбината им. Калинина. Май 1973 — август 1976 — года — первый секретарь Ленинского райкома ЛКСМ Казахстана г. Семипалатинска.
В 1984—1985 годы была исполняющим обязанности председателя Ленинского райисполкома г. Семипалатинск.
Декабрь 1994 — август 1995 — годов — начальник департамента социальной защиты населения.
В август 1995 года стала 3 акимом города Семей.
Затем год проработала заместителем акима города Семей. С сентября 1997 по октябрь 1998 года была начальником управления труда и соцзащиты населения.
Октябрь 1998 — ноябрь 2001 — заместитель акима города.
В 2002—2005 годы была — финансовым директором ТОО «Семавтопарк» г. Семей.